# Servizio ferroviario suburbano di Salonicco
Il servizio ferroviario suburbano di Salonicco (in greco Προαστιακός σιδηρόδρομος Θεσσαλονίκης – Proastiakós sidiródromos Thessaloníkis) è il servizio ferroviario suburbano che serve la città greca di Salonicco.

## Rete
La rete consta di due linee, che connettono Salonicco rispettivamente a Florina e a Larissa.
La frequenza del servizio non è elevata: sulla linea Salonicco-Florina sono in servizio due sole coppie di treni (integrate da tre coppie di InterCity che non fermano nelle stazioni minori); sulla linea Salonicco-Larissa la frequenza è approssimativamente di un treno ogni due ore, alcuni dei quali prolungati a Palaiofarsálos o a Kalambaka.